# 豔星

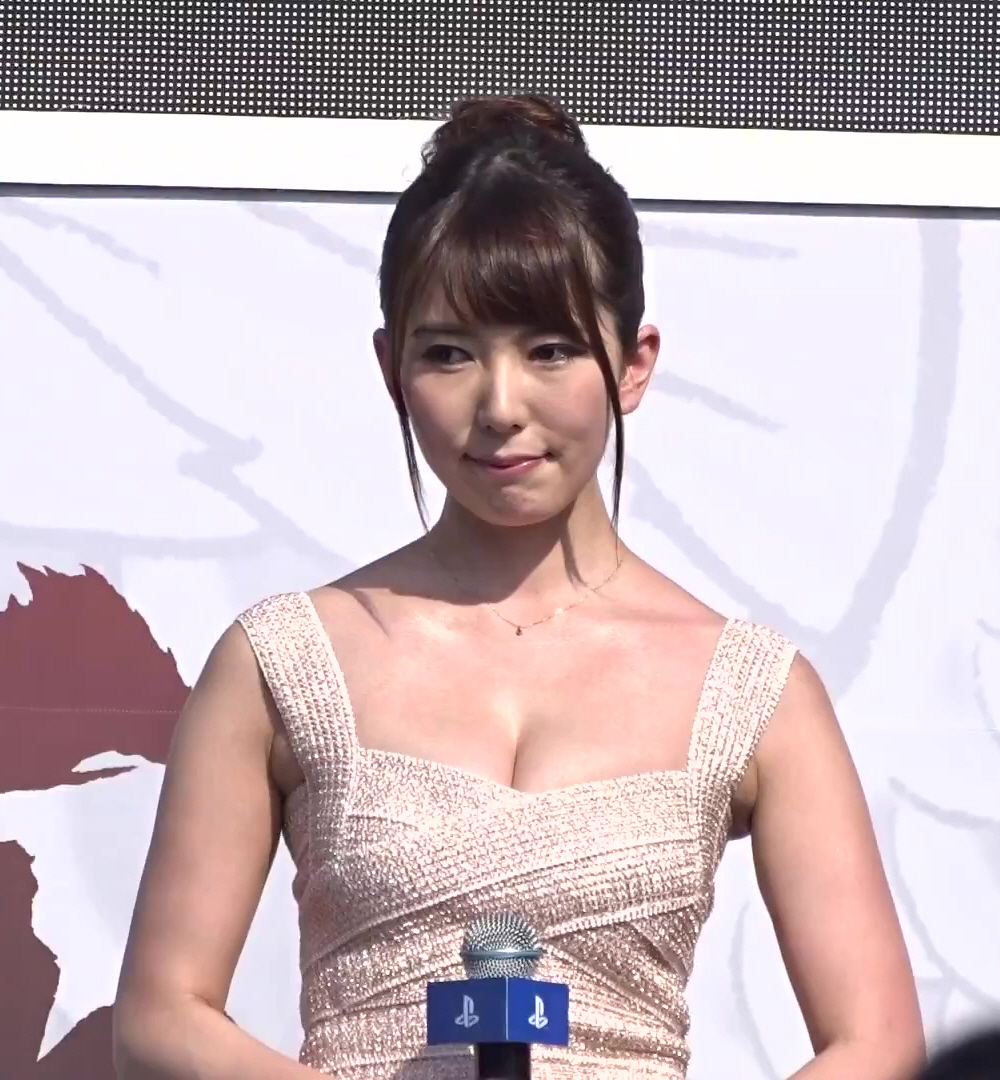
日本著名豔星波多野結衣

豔星意思是以性感形象示人的女明星，也包括有名的女性色情明星。但不是所有豔星都有拍攝色情片或情色電影、或作露點演出，有作露點演出的也可以叫「脫星」。

## 相關新聞
《華爾街日報》披露報道稱，2016年10月美國總統唐納·川普的私人律師於總統大選前向一名艳星支付了13万美元，以阻止她談論2006年她和川普的一段風流史。